# الهاشمي جعبوب
الهاشمي جعبوب، من مواليد سنة 1955 بولاية ميلة، سياسي جزائري عينه رئيس الجمهورية عبد المجيد تبون في منصب وزير العمل والتشغيل والضمان الإجتماعي بالحكومة الجزائرية.

## السيرة
تحصل على شهادة الدراسات العليا في الإدارة من المدرسة العليا للإدارة. شغل جعبوب عدة مناصب منها:
- مدير المستشفيات 1985 - 1990.
- مكلف بالدراسات والتلخيص في وزارة الشبيبة والرياضة 1990 - 1994.
- رئيس ديوان الوزير المنتدب المكلف بالتضامن الوطني 1994 - 1995.
- مدير بالأمانة العامة للحكومة 1995 - 1997.
- نائب في المجلس الشعبي الوطني 1997 - 2002.
- وزير الصناعة من 4 يونيو 2002 حتى 1 مايو 2005.
- وزير التجارة من 1 مايو 2005 حتى 28 مايو 2010.
- وزير العمل والتشغيل والضمان الاجتماعي 30 سبتمبر 2020 حتى الآن.

## تجميد عضويته في الحركة
بتاريخ 01 أكتوبر 2020 قررت حركة مجتمع السلم تجميد عضويته وتبرأت من تصرفه وأنه مخالف للمُثل والأخلاق، واعتبرت أن تعيينه دون استشارة الحركة هو محاولة لإرباكها إثر قرارها التصويت بلا على الدستور.